# Ken Sema
Ken Sema (ur. 30 września 1993 w Norrköping) – szwedzki piłkarz pochodzenia kongijskiego, występujący na pozycji pomocnika w angielskim klubie Watford oraz w reprezentacji Szwecji.